# Rosen Božinov
Rosen Božinov (in bulgaro Росен Божинов?; Kneža, 23 gennaio 2005) è un calciatore bulgaro, difensore dell'Anversa.

## Carriera

### Club
È cresciuto nel settore giovanile del CSKA Sofia dove ha debuttato l'8 aprile 2022 nell'incontro di Părva profesionalna futbolna liga perso 2-0 contro la Lokomotiv Plovdiv. Il 17 giugno seguente è passato al CSKA 1948 Sofia che lo ha inizialmente aggregato alla propria seconda squadra. Nella primavera del 2024 è stato promosso in prima squadra, dove ha disputato 18 incontri nei mesi finali della stagione.
Il 21 giugno 2024 ha firmato un quadriennale con l'Anversa.

### Nazionale
Ha giocato nelle nazionali giovanili bulgare Under-17, Under-18, Under-19, Under-20 ed Under-21.

## Statistiche

### Presenze e reti nei club
Statistiche aggiornate al 2 febbraio 2025.
| Stagione        | Squadra            | Campionato      | Campionato | Campionato | Coppe nazionali | Coppe nazionali | Coppe nazionali | Coppe continentali | Coppe continentali | Coppe continentali | Altre coppe | Altre coppe | Altre coppe | Totale | Totale | Totale |
| Stagione        | Squadra            | Comp            | Pres       | Reti       | Comp            | Pres            | Reti            | Comp               | Pres               | Reti               | Comp        | Pres        | Reti        | Pres   | Reti   |        |
| --------------- | ------------------ | --------------- | ---------- | ---------- | --------------- | --------------- | --------------- | ------------------ | ------------------ | ------------------ | ----------- | ----------- | ----------- | ------ | ------ | ------ |
| 2021-2022       | CSKA Sofia         | 1L              | 2          | 0          | CB              | 0               | 0               | -                  | -                  | -                  | -           | -           | -           | 2      | 0      |        |
| 2022-2023       | CSKA 1948 Sofia II | 2L              | 2          | 0          | -               | -               | -               | -                  | -                  | -                  | -           | -           | -           | 2      | 0      |        |
| 2023-2024       | CSKA 1948 Sofia II | 2L              | 10         | 1          | -               | -               | -               | -                  | -                  | -                  | -           | -           | -           | 10     | 1      |        |
| 2023-2024       | CSKA 1948 Sofia    | 1L              | 17         | 0          | CB              | 1               | 0               | -                  | -                  | -                  | -           | -           | -           | 18     | 0      |        |
| 2024-2025       | Young Reds Antwerp | D3              | 5          | 0          | -               | -               | -               | -                  | -                  | -                  | -           | -           | -           | 5      | 0      |        |
| 2024-2025       | Anversa            | D1              | 6          | 0          | CB              | 1               | 0               | -                  | -                  | -                  | -           | -           | -           | 7      | 0      |        |
| Totale carriera | Totale carriera    | Totale carriera | 41         | 1          |                 | 2               | 0               |                    | -                  | -                  |             | -           | -           | 43     | 1      |        |